# Kengyelfutó gyalogkakukk
A Kengyelfutó gyalogkakukk (eredeti cím: The Road Runner Show) amerikai televíziós rajzfilmsorozat, amelyet a Warner Bros. készített, és a Bolondos dallamokkal volt tűzve. Amerikában 1971 és 1972 között vetítették az ABC televíziós társaság jóvoltából, Magyarországon a Magyar Televízió vetítette először a 80-as évek elején, 2009 és 2010 között az RTL Klub adta le.
A rajzfilmsorozat eredeti címében szereplő roadrunner kifejezés egy madárcsoportra, a száraz éghajlatú amerikai prériken gyakran előforduló földikakukkokra, közelebbről a kaliforniai földikakukkra utal. A magyar címben kitalált fajnév szerepel, ami egyszerre utal a rajzfilmfőhős madár jellemző tulajdonságaira, és arra is, hogy képzeletbeli állatról van szó. Az egyik legnagyobb eltérés a rajzfilm és a valóság között a gyalogkakukk futási sebességében tapasztalható, hiszen a követhetetlen gyorsasággal cikázó, rajzolt madárral ellentétben a futókakukkok gyalogos végsebessége nem sokkal magasabb kb. 30 km/óránál.

## Szereplők
| Szereplő            | Magyar hang                          | Magyar hang                                         | Leírás                                                                      |
| Szereplő            | MTV-1 (1980-1983)                    | RTL Klub (2009)                                     | Leírás                                                                      |
| ------------------- | ------------------------------------ | --------------------------------------------------- | --------------------------------------------------------------------------- |
| Gyalogkakukk        | eredeti nyelven                      | eredeti nyelven                                     | A világ leggyorsabb madara a sivatagban.                                    |
| Vili, a prérifarkas | eredeti nyelven                      | eredeti nyelven                                     | Az éhező prérifarkas a sivatagban.                                          |
| Csőrike             | Földessy Margit                      | Pupos Tímea                                         | Az ártatlan kinézetű sárga kanári.                                          |
| Szilveszter         | Koroknay Géza                        | Szabó Máté                                          | A madár- és egérevő fekete macska.                                          |
| Bóbita kakas        | Dózsa László                         | Crespo Rodrigo                                      | A fehér kakas a farmon.                                                     |
| Nagyi               | Tábori Nóra (1. részben) Győri Ilona | Kassai Ilona                                        | Az idős hölgy.                                                              |
| Speedy Gonzales     | Maros Gábor                          | Markovics Tamás                                     | A leggyorsabb egér Mexikóban.                                               |
| Gézengúz            | Józsa Imre                           | Molnár Levente                                      | A kis fekete cica, Szilveszter fia.                                         |
| Barnyard, a kutya   | N/A                                  | Barbinek Péter (3. részben) Varga Rókus (2 részben) | A Beagle kutya a farmon.                                                    |
| Elmer Fudd          | N/A                                  | Berzsenyi Zoltán                                    | A kopasz fegyveres vadász.                                                  |
| Pepe lö Pici        | Mikó István                          | Galbenisz Tomasz                                    | A hölgyszerelmes borz.                                                      |
| Sam a juhászkutya   | N/A                                  | Bolla Róbert                                        | Az óangol juhászkutya, aki őrző-védőként dolgozik.                          |
| Ralph farkas        | N/A                                  | Kárpáti Levente                                     | A piros-orrú farkas, aki birkatolvajként dolgozik, a prérifarkas hasonmása. |
| Hopi                | nem szólal meg                       | nem szólal meg                                      | A kis kenguru, akit óriás egérnek nézett Szilveszter.                       |
| Felolvasó           | Gálvölgyi János                      | Tóth G. Zoltán                                      | –                                                                           |

## Epizódok
| #  | Sorozat                | Cím                          | Cím                          | Bemutató           | Bemutató             |
| #  | Sorozat                | Magyar                       | Eredeti                      | Magyar             | Eredeti              |
| -- | ---------------------- | ---------------------------- | ---------------------------- | ------------------ | -------------------- |
| 1  | Vili és Gyalogkakukk   | Cikkcakkban                  | Zip N' Snort                 | 2009. november 28. | 1971. szeptember 4.  |
| 1  | Szilveszter és Csőrike | A röppencs                   | The Jet Cage                 | 2009. november 28. | 1971. szeptember 4.  |
| 1  | Bolondos dallamok      | A nagy vesszőfutás           | The Wild Chase               | 2009. november 28. | 1971. szeptember 4.  |
| 2  | Vili és Gyalogkakukk   | Kakukk a köbön               | Beep Prepared                | 2009. november 29. | 1971. szeptember 11. |
| 2  | Szilveszter és Csőrike | Cirmos cica haj              | Putty Tat Trouble            | 2009. november 29. | 1971. szeptember 11. |
| 2  | Bolondos dallamok      | Elmacskásodva                | Cats and Bruises             | 2009. november 29. | 1971. szeptember 11. |
| 3  | Vili és Gyalogkakukk   | Vigyázz, kész, tűz!          | Ready, Set, Zoom!            | 2009. december 5.  | 1971. szeptember 18. |
| 3  | Szilveszter és Csőrike | Bujócska Csőrikével          | Hyde and Go Tweet            | 2009. december 5.  | 1971. szeptember 18. |
| 3  | Bolondos dallamok      | Mennyei menyét               | Weasel While You Work        | 2009. december 5.  | 1971. szeptember 18. |
| 4  | Vili és Gyalogkakukk   | Mindennek a teteje           | Zoom at the Top              | 2009. december 6.  | 1971. szeptember 25. |
| 4  | Szilveszter és Csőrike | Itt is, ott is, amott is     | Tree Cornered Tweety         | 2009. december 6.  | 1971. szeptember 25. |
| 4  | Bolondos dallamok      | Hopplá hopp                  | Hoppy Daze                   | 2009. december 6.  | 1971. szeptember 25. |
| 5  | Vili és Gyalogkakukk   | Háború és béke               | War and Pieces               | 2009. december 12. | 1971. október 2.     |
| 5  | Szilveszter és Csőrike | Csőrike cirkusza             | Tweety's Circus              | 2009. december 12. | 1971. október 2.     |
| 5  | Bolondos dallamok      | Birkatürelem                 | A Sheep in the Deep          | 2009. december 12. | 1971. október 2.     |
| 6  | Vili és Gyalogkakukk   | Fenni vagy nem fenni         | To Beep or Not to Beep       | 2009. december 13. | 1971. október 9.     |
| 6  | Szilveszter és Csőrike | Trükkös kanári               | Trick or Tweet               | 2009. december 13. | 1971. október 9.     |
| 6  | Bolondos dallamok      | Apuci kis madárkái           | Birds of a Father            | 2009. december 13. | 1971. október 9.     |
| 7  | Vili és Gyalogkakukk   | A bádogfarkas                | The Solid Tin Coyote         | 2009. december 19. | 1971. október 16.    |
| 7  | Szilveszter és Csőrike | Különös Szilveszter          | A Street Cat Named Sylvester | 2009. december 19. | 1971. október 16.    |
| 7  | Bolondos dallamok      | A kakas sütnivalója          | The Dixie Fryer              | 2009. december 19. | 1971. október 16.    |
| 8  | Vili és Gyalogkakukk   | Hajrá, hajrá!                | There They Go-Go-Go!         | 2009. december 20. | 1971. október 23.    |
| 8  | Szilveszter és Csőrike | A kutyatelep                 | Dog Pounded                  | 2009. december 20. | 1971. október 23.    |
| 8  | Bolondos dallamok      | Gyapjúalsó                   | Woolen Under Where           | 2009. december 20. | 1971. október 23.    |
| 9  | Vili és Gyalogkakukk   | Árkon-bokron át              | Scrambled Aches              | 2009. december 24. | 1971. október 30.    |
| 9  | Szilveszter és Csőrike | Hawaii-módi                  | Hawaiian Aye Aye             | 2009. december 24. | 1971. október 30.    |
| 9  | Bolondos dallamok      | Dr. Dzsekis hája             | Dr. Jerkyl's Hide            | 2009. december 24. | 1971. október 30.    |
| 10 | Vili és Gyalogkakukk   | Mézesmadzag és csatabárd     | Sugar and Spies              | 2009. december 25. | 1971. november 6.    |
| 10 | Szilveszter és Csőrike | A kalitkába zárt madár       | A Bird in a Guilty Cage      | 2009. december 25. | 1971. november 6.    |
| 10 | Bolondos dallamok      | Konzervgyári balhé           | Cannery Woe                  | 2009. december 25. | 1971. november 6.    |
| 11 | Vili és Gyalogkakukk   | Hess-hess!                   | Whoa Be-Gone!                | 2009. december 26. | 1971. november 13.   |
| 11 | Szilveszter és Csőrike | Csipi, csipi, csipcsirip     | Tweet, Tweet, Tweety         | 2009. december 26. | 1971. november 13.   |
| 11 | Bolondos dallamok      | Ne baltázz ki velem          | Don't Axe Me                 | 2009. december 26. | 1971. november 13.   |
| 12 | Vili és Gyalogkakukk   | Csip-csip csóka              | Clippety Clobbered           | 2009. december 27. | 1971. november 20.   |
| 12 | Szilveszter és Csőrike | Ki kanárit áhít              | Greedy For Tweety            | 2009. december 27. | 1971. november 20.   |
| 12 | Bolondos dallamok      | Apa lepattan                 | Pop 'im Pop!                 | 2009. december 27. | 1971. november 20.   |
| 13 | Vili és Gyalogkakukk   | Hoppáré                      | Hopalong Casualty            | 2009. december 28. | 1971. november 27.   |
| 13 | Szilveszter és Csőrike | Édi és bédi                  | Tweet and Lovely             | 2009. december 28. | 1971. november 27.   |
| 13 | Bolondos dallamok      | Megvadulok érted             | Wild Over You                | 2009. december 28. | 1971. november 27.   |
| 14 | Vili és Gyalogkakukk   | Tollas és túl gyors          | Hairied and Hurried          | 2009. december 29. | 1971. december 4.    |
| 14 | Szilveszter és Csőrike | Nagyi kapitány               | Tugboat Granny               | 2009. december 29. | 1971. december 4.    |
| 14 | Bolondos dallamok      | Kakas mama                   | Mother Was a Rooster         | 2009. december 29. | 1971. december 4.    |
| 15 | Vili és Gyalogkakukk   | Liccs-loccs                  | Lickety-Splat!               | 2009. december 30. | 1971. december 11.   |
| 15 | Szilveszter és Csőrike | Ha elpattan a húr            | Tweet and Sour               | 2009. december 30. | 1971. december 11.   |
| 15 | Bolondos dallamok      | Aki kapja marja              | Fish and Slips               | 2009. december 30. | 1971. december 11.   |
| 16 | Vili és Gyalogkakukk   | Palira véve                  | Tired and Feathered          | 2009. december 31. | 1971. december 18.   |
| 16 | Szilveszter és Csőrike | Nem tollas a hátam           | Fowl Weather                 | 2009. december 31. | 1971. december 18.   |
| 16 | Bolondos dallamok      | Kutyaélet                    | A Mutt in a Rut              | 2009. december 31. | 1971. december 18.   |
| 17 | Vili és Gyalogkakukk   | Fuss, kakukk, fuss!          | Going! Going! Gosh!          | 2010. január 1.    | 1971. december 25.   |
| 17 | Szilveszter és Csőrike | Ajándék csomagban            | Gift Wrapped                 | 2010. január 1.    | 1971. december 25.   |
| 17 | Bolondos dallamok      | Egér kívánság teljesülhet    | Mouse-Taken Identity         | 2010. január 1.    | 1971. december 25.   |
| 18 | Vili és Gyalogkakukk   | Robogó rulett                | Rushing Roulette             | 2010. január 2.    | 1972. január 1.      |
| 18 | Szilveszter és Csőrike | Hát nem édi?                 | Ain't She Tweet              | 2010. január 2.    | 1972. január 1.      |
| 18 | Bolondos dallamok      | Az utcák egere               | The Mouse On 57th Street     | 2010. január 2.    | 1972. január 1.      |
| 19 | Vili és Gyalogkakukk   | Állj, figyelj. aztán uzsgyi! | Stop, Look, and Hasten       | 2010. január 3.    | 1972. január 8.      |
| 19 | Szilveszter és Csőrike | Sarokba szorítva             | Catty Cornered               | 2010. január 3.    | 1972. január 8.      |
| 19 | Bolondos dallamok      | Csípős hideg                 | Chili Weather                | 2010. január 3.    | 1972. január 8.      |
| 20 | Vili és Gyalogkakukk   | Országúti kengyelfutás       | Highway Runnery              | 2010. január 9.    | 1972. január 15.     |
| 20 | Szilveszter és Csőrike | Kanári olasz módra           | A Pizza Tweety Pie           | 2010. január 9.    | 1972. január 15.     |
| 20 | Bolondos dallamok      | Családi perpatvar            | Strangled Eggs               | 2010. január 9.    | 1972. január 15.     |
| 21 | Vili és Gyalogkakukk   | Csitt-csatt                  | Gee Whiz-z-z-z!              | 2010. január 10.   | 1972. január 22.     |
| 21 | Szilveszter és Csőrike | Úton, útfélen                | Trip For Tat                 | 2010. január 10.   | 1972. január 22.     |
| 21 | Bolondos dallamok      | A vadak ásza                 | What's My Lion?              | 2010. január 10.   | 1972. január 22.     |
| 22 | Vili és Gyalogkakukk   | Ágyúval kakukkra             | Shot and Bothered            | 2010. január 16.   | 1972. január 29.     |
| 22 | Szilveszter és Csőrike | Új szomszédság               | Muzzle Tough                 | 2010. január 16.   | 1972. január 29.     |
| 22 | Bolondos dallamok      | Űzve-fűzve                   | Touche and Go                | 2010. január 16.   | 1972. január 29.     |
| 23 | Vili és Gyalogkakukk   | A fürge és a méregzsák       | Fast and Furry-ous           | 2010. január 17.   | 1972. február 5.     |
| 23 | Szilveszter és Csőrike | Tollas dísz                  | A Bird in a Bonnet           | 2010. január 17.   | 1972. február 5.     |
| 23 | Bolondos dallamok      | Otthonom a dombon            | Claws in the Lease           | 2010. január 17.   | 1972. február 5.     |
| 24 | Vili és Gyalogkakukk   | Lótás-futás                  | Out and Out Rout             | 2010. január 23.   | 1972. február 12.    |
| 24 | Szilveszter és Csőrike | Sebzett lelkek               | Tweet Dreams                 | 2010. január 23.   | 1972. február 12.    |
| 24 | Bolondos dallamok      | Csőrös csőrte                | The Slick Chick              | 2010. január 23.   | 1972. február 12.    |
| 25 | Vili és Gyalogkakukk   | Fuss, fuss, édes kakukkom    | Run, Run, Sweet Road Runner  | 2010. január 24.   | 1972. február 19.    |
| 25 | Szilveszter és Csőrike | Elhavazva                    | Snow Business                | 2010. január 24.   | 1972. február 19.    |
| 25 | Bolondos dallamok      | Vakard, ahol viszket         | To Itch His Own              | 2010. január 24.   | 1972. február 19.    |
| 26 | Vili és Gyalogkakukk   | A szakadék szélén            | Boulder Wham!                | 2010. január 30.   | 1972. február 26.    |
| 26 | Szilveszter és Csőrike | Állatkerti séta              | Tweet Zoo                    | 2010. január 30.   | 1972. február 26.    |
| 26 | Bolondos dallamok      | A rugólábú egér              | The Slap-Hoppy Mouse         | 2010. január 30.   | 1972. február 26.    |